# After Passion
After Passion (Originaltitel After) ist ein US-amerikanischer Liebesfilm von Jenny Gage, der auf dem gleichnamigen Roman der Autorin Anna Todd basiert. Premiere in den deutschen Kinos hatte er am 11. April 2019. 2020 folgte die von Roger Kumble inszenierte Fortsetzung After Truth. Die weiteren Filme After Love (2021), After Forever (2022) und After Everything (2023) entstanden unter der Regie von Castille Landon.

## Handlung
Gerade fertig mit der Schule, zieht Tessa Young mit Unterstützung ihrer Mutter und ihres Freundes Noah in das Studentenwohnheim ein. Sie lernt ihre Mitbewohnerin Steph und deren Freundin Tristan kennen. Tessas Mutter macht sich sofort Sorgen, dass die beiden einen schlechten Einfluss auf sie haben könnten. Um sie zu beruhigen, versichert Tessa ihr, dass nichts sie von der Uni ablenken wird.
Am nächsten Tag beginnt sie zu studieren und freundet sich mit einem Jungen namens Landon an. Als sie, zurück in ihrem Zimmer, aus der Dusche kommt, begegnet sie Hardin Scott, der sich einfach Zugang zu ihrem Zimmer verschafft hat. Steph lädt sie zu einer Party ein, Tessa lehnt aber ab. Am nächsten Tag sieht sie Hardin mit Molly und Zed in einem Café wieder. In der Bibliothek trifft sie nochmals auf Steph und lässt sich doch überreden, zu einer Party im Studentenwohnheim zu kommen.
Auf der Party treffen Tessa und Steph auf Zed, Molly, Jace und Hardin. Während einer Runde „Wahrheit oder Pflicht“ ist Tessa gezwungen, Alkohol zu trinken, und es wird bekannt, dass sie noch Jungfrau ist. Sie zieht die Pflicht, mit Hardin „rumzumachen“, lehnt aber ab. Erschrocken über sich selbst ruft sie ihren Freund an, der ihr aber nur ein schlechtes Gewissen macht. Frustriert beendet sie den Anruf und wandert auf der Party umher. In Hardins Zimmer findet sie eine Ausgabe des Romans Sturmhöhe und stößt auf Hardin, der versucht, sie zu küssen. In einer Literaturvorlesung setzt sie sich neben Landon und verstrickt sich mit Hardin in eine Diskussion über den Roman Stolz und Vorurteil. Landon gibt preis, dass er bald mit Hardin verwandt sein wird, weil seine Mutter und Hardins Vater eine Heirat planen.
Hardin spricht Tessa an und besteht darauf, dass sie „neu anfangen“, woraufhin er sie zu seinem Lieblingsort, einem See, einlädt. Während sie schwimmen, erklärt ihr Hardin, dass sie nicht nur Freunde sein können, und die beiden küssen sich. Daraufhin essen sie in einem Diner, in dem sie auf Molly und Zed treffen, was Hardin verärgert, und er bittet Tessa darum, bei der Bar auf sie zu warten. Tessa sagt Hardin, dass sie ihrem Freund von ihnen erzählen wird, aber Hardin bittet sie, dies nicht zu tun, weil sie nicht offiziell zusammen sind, was Tessa enttäuscht. Ihr Freund überrascht sie mit einem plötzlichen Besuch und sie verbringen den Abend an einem Lagerfeuer.
Während Noah und Tessa auf ihrem Zimmer schlafen, bekommt sie einen Anruf von Landon, woraufhin sie Noah allein lässt, um nach Hardin zu sehen, der betrunken das Haus verwüstet hat. Sie beruhigt ihn, sie versöhnen und küssen sich. Am nächsten Tag macht sich Tessa auf den Weg zurück zu Noah ins Wohnheim, der mittlerweile von ihrer Beziehung mit Hardin weiß und mit einem gebrochenen Herzen nach Hause fährt. Schließlich entscheiden sich Tessa und Hardin doch dazu, eine Beziehung anzufangen. Als ihre Mutter jedoch davon erfährt, droht sie damit, Tessa finanziell im Stich zu lassen, wenn sie die Beziehung mit Hardin weiterführen sollte.
Hardin findet eine neue Wohnung für sich und Tessa und beide nehmen an der Hochzeitszeremonie von seinem Vater und Landons Mutter teil. Hardin erklärt, dass sein Vater ein Trinker war und seine Mutter von den Männern angegriffen wurde, mit denen er betrunken Streit angefangen hatte. Tessa beruhigt ihn und die beiden kehren zurück in ihre Wohnung, in der sie Sex haben. Am nächsten Morgen, während sie gemeinsam baden, schreibt Hardin „Ich liebe dich“ auf Tessas Rücken.
Mittlerweile bemerkt Tessa die Textnachrichten, die Hardin von Molly bekommt. Sie versucht, ihn darauf anzusprechen, er stürmt aber davon. Nach langem Warten verlässt sie die Wohnung und trifft Hardin im Café mit Molly, Zed, Steph und Jace. Molly enthüllt, dass Hardin ursprünglich als Herausforderung unter Freunden Tessa dazu bringen sollte, sich in ihn zu verlieben, um sie dann wieder zu verlassen. Tessa, schockiert und mit gebrochenem Herzen, rennt weg. Er folgt ihr und versucht zu erklären, dass die Wette entstanden ist, bevor er sie kannte, und dass er sie wirklich liebt. Tessa kehrt nach Hause zurück, um sich mit ihrer Mutter und Noah zu versöhnen, und beide verzeihen ihr.
In den folgenden Wochen distanziert Tessa sich von Steph und deren Freunden und zieht in eine neue Studentenwohnung. Vor ihrem geplanten Weggang übergibt Collegeprofessorin Fr. Soto Tessa einen Aufsatz, der von Hardin stammt. Darin gesteht er seine Liebe zu Tessa. Nachdem sie den Aufsatz gelesen hat, begibt sie sich zurück zu dem See, wo sie Hardin wiedersieht.

## Entstehung und Veröffentlichung
| Figur          | Darsteller           | Deutscher Sprecher   |
| -------------- | -------------------- | -------------------- |
| Tessa Young    | Josephine Langford   | Sophie Lechtenbrink  |
| Hardin Scott   | Hero Fiennes Tiffin  | Amadeus Strobl       |
| Landon Gibson  | Shane Paul McGhie    | Kaze Uzumaki         |
| Zed Evans      | Samuel Larsen        | Filipe Pirl          |
| Steph Jones    | Khadijha Red Thunder | Giovanna Winterfeldt |
| Jace           | Swen Temmel          | Sebastian Kluckert   |
| Molly Samuels  | Inanna Sarkis        | Maximiliane Häcke    |
| Tristan        | Pia Mia              | Olivia Büschken      |
| Ken Scott      | Peter Gallagher      |                      |
| Karen Scott    | Jennifer Beals       |                      |
| Noah Porter    | Dylan Arnold         | Sebastian Fitzner    |
| Carol Young    | Selma Blair          | Ranja Bonalana       |
| Professor Soto | Meadow Williams      | Antje von der Ahe    |

Die Dreharbeiten begannen am 16. Juli 2018 in Atlanta, Georgia und endeten am 24. August 2018.
2019 wurde bekannt gegeben, dass eine Fortsetzung mit dem Titel After Truth in Planung sei, bei der Hero Fiennes Tiffin und Josephine Langford ebenfalls die Hauptrollen übernehmen sollen.
Den Produktionskosten des Films in Höhe von 14 Millionen US-Dollar stand ein weltweites Einspielergebnis von rund 69,5 Millionen US-Dollar gegenüber.

## Rezeption
After Passion erhielt ein schlechtes Presseecho, was sich auch in den Auswertungen US-amerikanischer Aggregatoren widerspiegelt. So erfasst Rotten Tomatoes größtenteils kritische Besprechungen und ordnet den Film dementsprechend als „Gammelig“ ein. Laut Metacritic fallen die Bewertungen im Mittel „Grundsätzlich Ablehnend“ aus.

„Bedeutungsschweres Liebesdrama nach dem ersten Band einer Reihe von ‚Young Adult‘-Romanen, das vor allem auf Nahaufnahmen setzt, um die behaupteten Emotionen widerzuspiegeln. Darin erschöpft sich der Film allerdings ebenso bald wie in der banalen Küchenpsychologie.“